# Грос-Кізов
Грос-Кізов (нім. Groß Kiesow) — громада в Німеччині, розташована в землі Мекленбург-Передня Померанія. Входить до складу району Передня Померанія-Грайфсвальд. Складова частина об'єднання громад Цюссов.
Площа — 47,65 км2. Населення становить 1271 ос. (станом на 31 грудня 2020).